# Animalia (2023, Thomas Cailley)
Animalia (Originaltitel Le règne animal, dt.: „Das Tierkönigreich“) ist ein französischer Spielfilm von Thomas Cailley aus dem Jahr 2023. Der Abenteuerfilm mit Science-Fiction-Elementen spielt in der Zukunft und erzählt von Mutantenwesen, denen die Flucht in die Freiheit gelingt. Die Hauptrollen übernahmen Romain Duris, Adèle Exarchopoulos und Paul Kircher. Der Film wurde im Mai 2023 beim Filmfestival von Cannes uraufgeführt und kam am 4. Oktober 2023 regulär in die französischen Kinos. Der deutsche Kinostart war am 11. Januar 2024.

## Handlung
Auf der Erde sind die ersten Mutationen vom Menschen zum Tier aufgetreten. Zwei Jahre später hat sich die Gesellschaft an diese Entwicklung, die Männer und Frauen befällt, angepasst. Sie kümmert sich um ihre „Kreaturen“ und bringt diese in speziellen Zentren unter. Als eines Tages ein Konvoi verunglückt, gelingt einigen Wesen die Flucht in die Wildnis. François und sein Sohn Émile begeben sich auf die Suche nach Ehefrau und Mutter, die unter den Entflohenen ist. Bei diesem Unterfangen werden sie von der Polizistin Julia unterstützt. Im Lauf der Geschichte erkrankt Émile ebenfalls an der Mutation und schließt Freundschaft mit Fix, einer der geflohenen „Kreaturen“.

## Hintergrund
Animalia ist der zweite Spielfilm des französischen Regisseurs Thomas Cailley nach seinem preisgekrönten Debütwerk Liebe auf den ersten Schlag (2014). Das Drehbuch verfasste er nach einer Originalidee gemeinsam mit Pauline Munier. Es spielt im Gebiet der Gironde, wo der Filmemacher aufgewachsen ist und wo auch sein Erstlingswerk inszeniert wurde (Landes de Gascogne). Das Skript war vor der COVID-19-Pandemie entstanden. Wie schon bei Liebe auf den ersten Schlag trat Pierre Guyard (Nord-Ouest Films) als Produzent auf, während sein Bruder David für die Kamera und Lilian Corbeille für den Schnitt zuständig waren. In den Hauptrollen agierten Romain Duris, Adèle Exarchopoulos und Paul Kircher. Duris gab an, eines der überlebenden Wesen zu spielen. Er lobte das Drehbuch, gab aber zu bedenken, dass der Film über viele Spezialeffekte verfügen würde, was die Arbeit für einen Darsteller nicht einfach mache.
Die Dreharbeiten fanden ab Mai 2022 komplett in Nouvelle-Aquitaine statt, zur Hälfte im Gebiet von Landes, der Dordogne und Gironde. Sie begannen in der Gemeinde Fleix und fanden auch an den Ufern des Flusses Lot (Département Lot-et-Garonne) statt, darunter in den Städten Le Temple-sur-Lot und Castelmoron-sur-Lot. Die Produktionskosten wurden auf 13 bis 15 Millionen Euro beziffert. Insgesamt war eine Drehzeit von 57 Tagen vorgesehen, bis Mitte August. Das Projekt wurde finanziell von der staatlichen Filmförderungsbehörde Centre national du cinéma et de l’image animée (CNC) unterstützt.

## Veröffentlichung und Rezeption
Die Premiere von Animalia fand am 17. Mai 2023 bei den Filmfestspielen von Cannes statt, wo der Film die Sektion Un Certain Regard eröffnete. Am 4. Oktober 2023 kam Cailleys Regiearbeit im Verleih von Studiocanal in die französischen Kinos. Der deutsche Kinostart erfolgte am 11. Januar 2024 im Verleih von Studiocanal.
Im Kritikenspiegel der französischen Website Allociné erhielt Animalia 4,3 von 5 möglichen Sternen. Vom Publikum wurde das Werk leicht schlechter bewertet. Die Höchstwertung bekam der Film unter anderem von den Kritikern der Publikationen Les Échos, L’Humanité, Les Inrockuptibles, Libération, Le Parisien und Positif. Die Cahiers du Cinéma, Elle, Le Figaro, Marie Claire, Le Monde. L’Obs, Paris Match und Le Point vergaben jeweils mit 4 Sternen die zweithöchste Wertung.

## Auszeichnungen
In der Filmpreissaison 2023/24 wurde Animalia für mehr als ein Dutzend internationale Film- und Festivalpreise nominiert. Bei der Verleihung der französischen Prix Lumières 2024 erhielt das Werk fünf Nominierungen.
| Filmfestival / Filmpreis                         | Kategorie                               | Resultat  | Preisträger/ Nominierte                                                                                      |
| ------------------------------------------------ | --------------------------------------- | --------- | --- |
| Filmfestival von Cannes 2023                     | Prix Un Certain Regard – Bester Film    | Nominiert | Thomas Cailley                                                                                               |
| Filmfestival von Hainan 2023                     | Bester Film                             | Nominiert | Thomas Cailley                                                                                               |
| Filmfestival von Hainan 2023                     | Bester Darsteller                       | Gewonnen  | Paul Kircher                                                                                                 |
| Prix Lumières 2024                               | Bester Film                             | Nominiert | k. A. |
| Prix Lumières 2024                               | Beste Regie                             | Gewonnen  | Thomas Cailley                                                                                               |
| Prix Lumières 2024                               | Bestes Drehbuch                         | Nominiert | Thomas Cailley                                                                                               |
| Prix Lumières 2024                               | Beste Kamera                            | Nominiert | David Cailley                                                                                                |
| Prix Lumières 2024                               | Beste Filmmusik                         | Nominiert | Andrea Laszlo De Simone                                                                                      |
| Filmfestival von Miskolc 2023 (Jameson CineFest) | Emeric-Pressburger-Preis – Bester Film  | Nominiert | Thomas Cailley                                                                                               |
| Filmfestival von Palm Springs 2024               | New Voices/New Visions Grand Jury Prize | Nominiert | Thomas Cailley                                                                                               |
| Filmfestival von Sitges 2023                     | Bester Film                             | Nominiert | Thomas Cailley                                                                                               |
| Filmfestival von Sitges 2023                     | Best Spezialeffekte                     | Gewonnen  | Frédéric Lainé, Jean-Christophe Spadaccini, Pascal Molina, Cyrille Bonjean, Bruno Sommier, Jean-Louis Autret |
| Filmfestival von Warschau 2023                   | Crème de la Crème Award                 | Nominiert | Thomas Cailley                                                                                               |